# Lucius Volusius Maecianus
Lucius Volusius Maecianus war ein hochklassischer römischer Jurist des 2. Jahrhunderts n. Chr. Er war Schüler von Publius Salvius Iulianus (Julian) und Marcus Vindius Verus und einer der bedeutenden Juristen aus dem Ritterstand (equester ordo).
Als consiliarius („Ratgeber“) des Gremiums consilium principis, stand er dem Kaiser in der Rechtsfragen und juristischer Korrespondenz beratend zur Seite. In dieser Funktion diente er den Kaisern Antoninus Pius, Mark Aurel und Lucius Verus. Außerdem war er der Verfasser privatrechtlicher Schriften, etwa zu Teilungsvorgängen bei Erbschaften, Geld oder Gewichten.
Für Volusius Maecianus sind zudem zahlreiche Funktionen der ritterlichen Ämterlaufbahn belegt: Er bekleidete die militärischen Posten eines praefectus fabrum und des Präfekten der Cohors I Aelia Classica. Am Hof des Antoninus Pius war er Sekretär a libellis, a studiis und verantwortlich für die Bibliotheken. Er war ferner Präfekt des Transportwesens (praefectus vehiculorum) und der Getreideversorgung Roms (praefectus annonae) sowie Praefectus Aegypti. Dort ist er für das Jahr 161 bezeugt. Anschließend wurde er in den Senatorenstand aufgenommen und bekleidete seit 164 die Funktion eines praefectus aerarii. Um das Jahr 166 gelangte er zum Suffektkonsulat.

## Werke
- Quaestonium de fideicommissis libri XVI
- De iudiciis publicis libri XIV
- De (ex?) lege Rhodia